# Ковалевський Григорій Павлович
Григорій Павлович Ковалевський (29 вересня 1905, село Старі Ботаничі Вітебського повіту Вітебської губернії, тепер Вітебської області, Білорусь — ?) — радянський діяч, голова Курського і Бєлгородського облвиконкомів та Алтайського крайвиконкому. Депутат Верховної ради СРСР 2-го і 4-го скликань. Депутат Верховної ради РРФСР 3-го скликання.

## Біографія
Народився в селянській родині. У 1923 році закінчив школу селянської молоді, переїхав до міста Сімферополя Кримської АРСР. Працював помічником шофера в гаражах артілі «Кримський шофер» і трактористом радгоспу «Китай» Кримської АРСР.
Член ВКП(б) з 1930 року.
У 1931 році закінчив Кримський сільськогосподарський технікум у місті Керчі. 
З 1931 року працював старшим агрономом Курманської машинно-тракторної станції та Ларіндорфської машинно-тракторної станції Кримської АРСР.
У 1937—1938 роках — начальник Зернового управління Народного комісаріату землеробства Кримської АРСР.
У 1938—1940 роках — заступник завідувача сільськогосподарського відділу Кримського обласного комітету ВКП(б).
У травні 1940—1941 роках — інструктор сільськогосподарського відділу ЦК ВКП(б). З 1941 до вересня 1943 року — завідувач сектора земельних органів сільськогосподарського відділу ЦК ВКП(б).
У вересні 1943 — грудні 1945 року — 3-й секретар Алтайського крайового комітету ВКП(б).
У грудні 1945 — липні 1947 року — голова виконавчого комітету Алтайської крайової ради депутатів трудящих.
У 1947—1950 роках — слухач Вищої партійної школи при ЦК ВКП(б).
У березні 1950 — січні 1954 року — голова виконавчого комітету Курської обласної ради депутатів трудящих.
У січні 1954 — 1957 року — голова виконавчого комітету Бєлгородської обласної ради депутатів трудящих.
З 1958 року — персональний пенсіонер.

## Нагороди
- два ордени Трудового Червоного Прапора
- медаль «За оборону Москви»
- медаль «За доблесну працю у Великій Вітчизняній війні 1941—1945 рр.»
- медалі